# Fylkesväg 40
Fylkesväg 40 (norska: Fylkesvei 40) är en primär fylkesväg i sydöstra Norge som går mellan Europaväg 18 vid Bommestad utanför staden Larvik i Larviks kommun i Vestfold fylke och tätorten Geilo i Hols kommun i Buskerud fylke. Den passerar genom kommunerna Larvik, Kongsberg, Flesberg, Rollag, Nore og Uvdal och Hol.
Vägen är 80,8 kilometer lång, varav 49,7 kilometer i Vestfold fylke och 31,1 kilometer i Buskerud fylke. Den är asfalterad och passerar bland annat genom tätorterna Kvelde, Svarstad, Hvittingfoss, Kongsberg, Svene, Lampeland, Veggli och Rødberg.

## Anslutningar
Fylkesväg 40 ansluter till:
- Europaväg 18 (vid Bommestad)
- Riksväg 400 (vid Bommestad)
- Fylkesväg 256 (vid Bommestad)
- Fylkesväg 304 (vid Kvelde)
- Fylkesväg 306 (vid Rien)
- Fylkesväg 32 (vid Haugåker)
- Fylkesväg 32 (vid Hvittingfoss)
- Fylkesväg 286 (vid Skollenborg)
- Europaväg 134 (vid Kongsberg)
- Fylkesväg 286 (vid Kongsberg)
- Fylkesväg 37 (vid Stengelsrud)
- Riksväg 7 (vid Geilo)

## Bilder

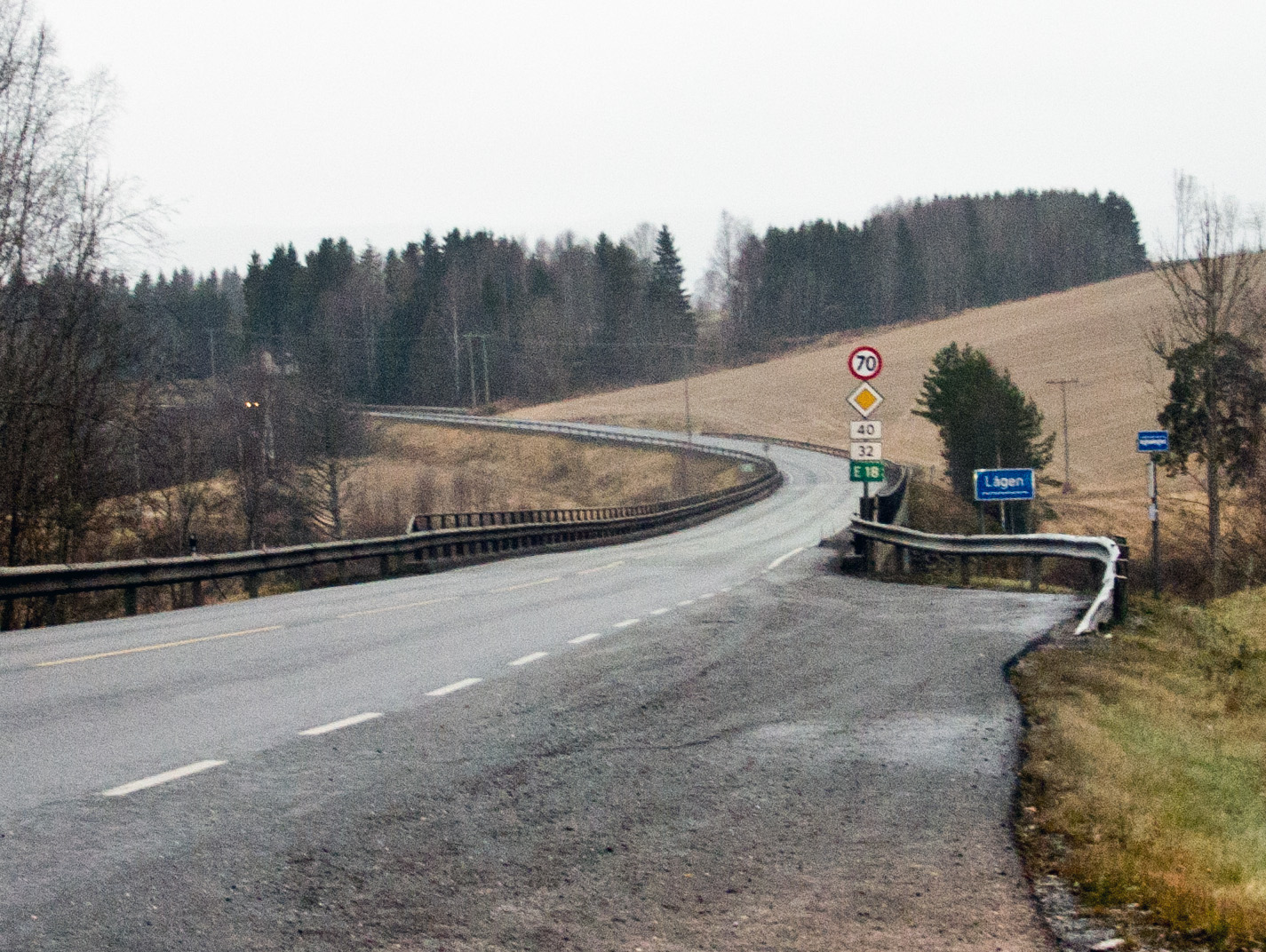
Fylkesväg 40 vid bron över Numedalslågen, norr om Svarstad.
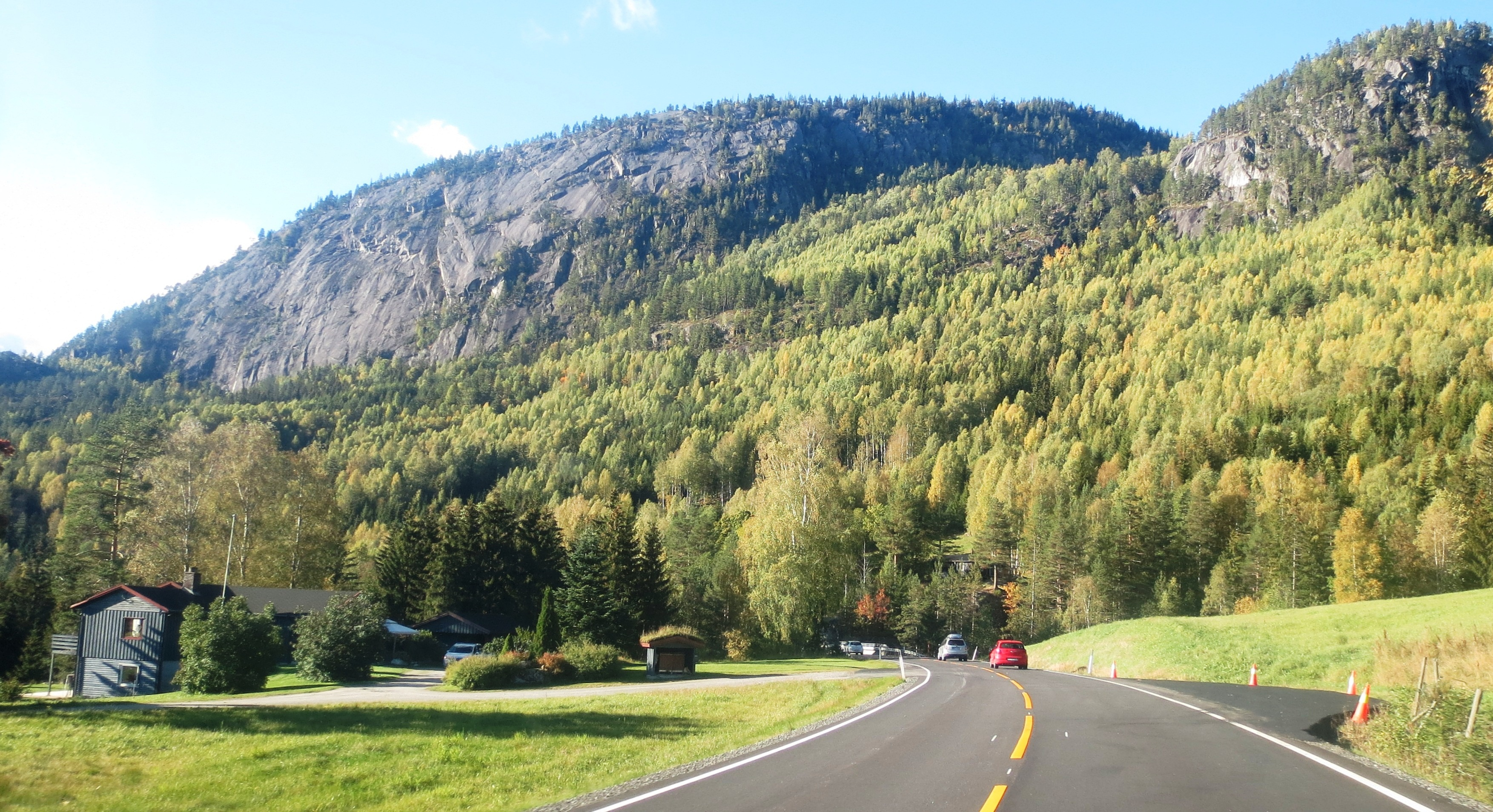
Fylkesväg 40 i Rollags kommun.
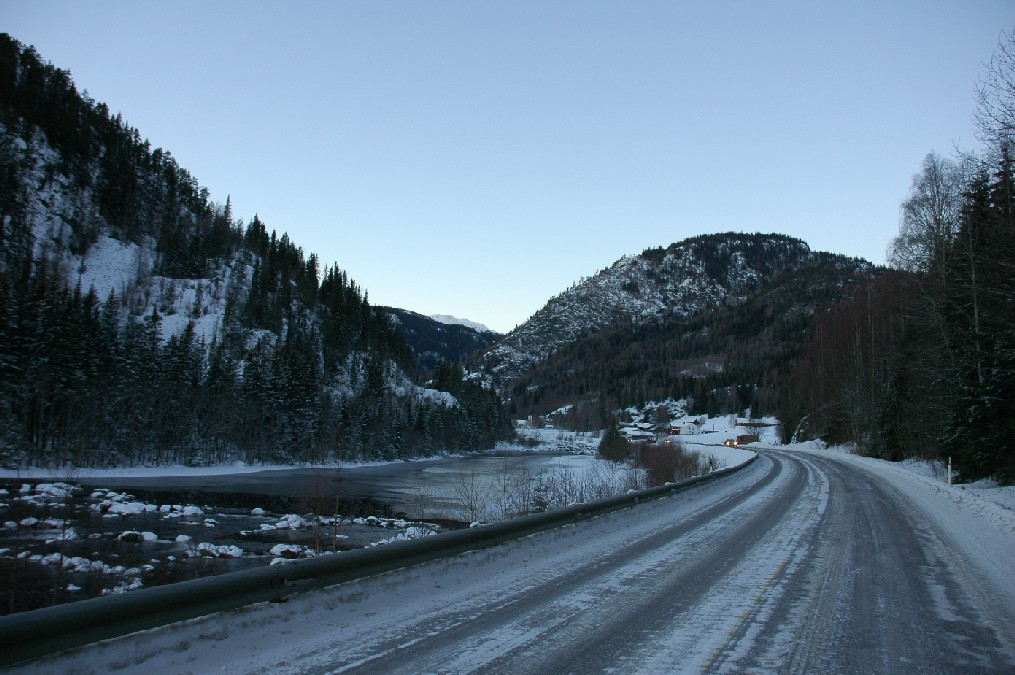
Fylkesväg 40 vid Skjønne.